# Liste der Monuments historiques in Noé (Haute-Garonne)
Die Liste der Monuments historiques in Noé (Haute-Garonne) führt die Monuments historiques in der französischen Gemeinde Noé auf.

## Liste der Bauwerke
| Bezeichnung                                                             | Beschreibung                    | Standort                      | Kennzeichnung | Schutzstatus | Datum | Bild           |
| ----------------------------------------------------------------------- | ------------------------------- | ----------------------------- | ------------- | ------------ | ----- | -------------- |
| Maison de Pardailhan                                                    | Haus, erbaut im 17. Jahrhundert | 121, route de Toulouse (Lage) | PA00094409    | Classé       | 1942  |                |
| Pyramide de démarcation de la Guyenne et du Languedoc (Grenzmarkierung) | Erbaut 1573                     | Route de Mauzac (Lage)        | PA00094379    | Inscrit      | 2010  | weitere Bilder |